# هيلين مابل تريفور
هيلين مابل تريفور (بالإنجليزية: Helen Mabel Trevor)‏ هي رسامة أيرلندية، ولدت في 20 ديسمبر 1831، وتوفيت في 3 أبريل 1900 في باريس في فرنسا.